# Marc Edwards (Schlagzeuger)

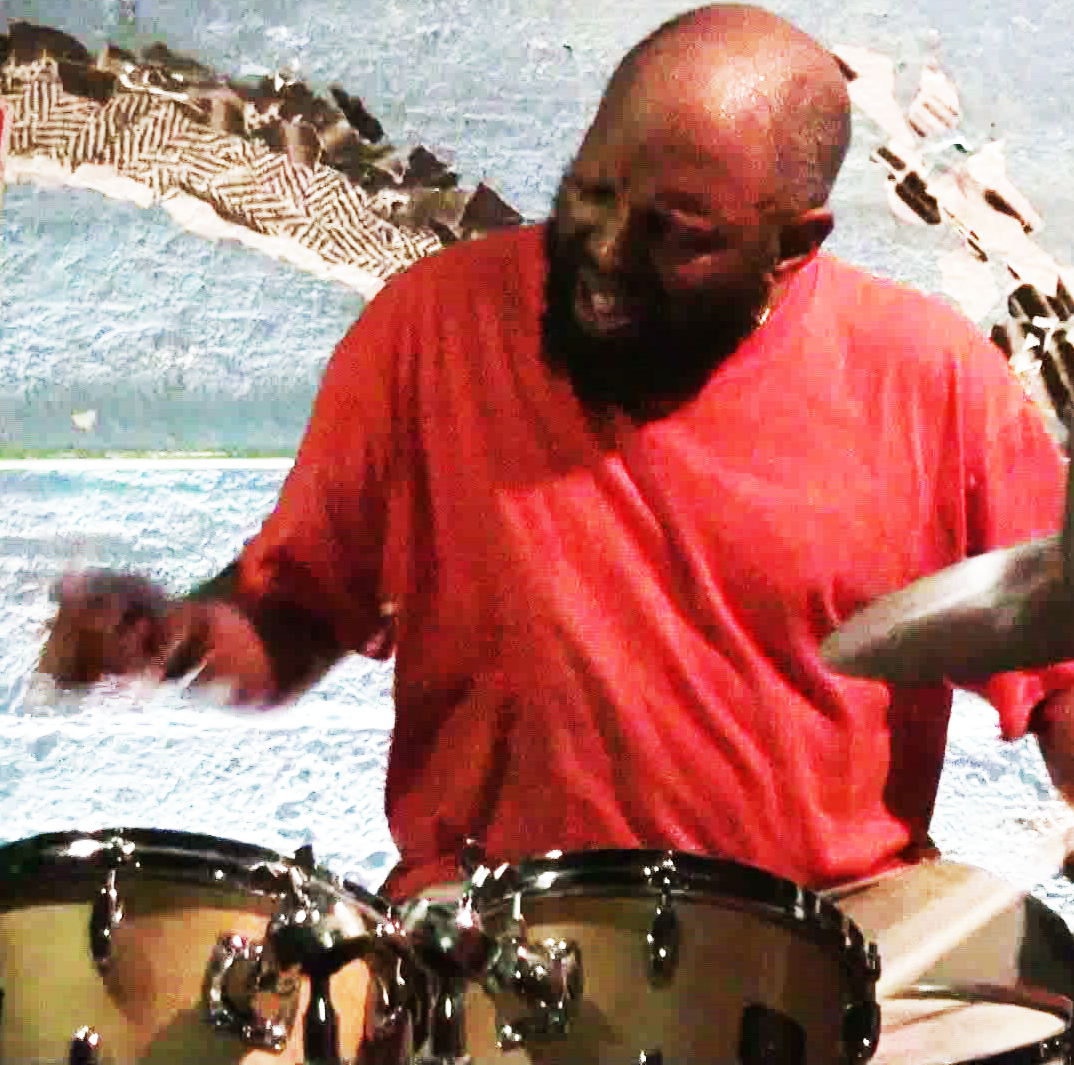
Marc Edwards

Marc Edwards (* 23. Juli 1949 in New York City) ist ein US-amerikanischer  Free Jazz-Schlagzeuger, Komponist und Bandleader.
Edwards besuchte die Manhattan Junior High School und spielte in der Schulband. Unter dem Eindruck der Musik von John Coltrane und Sun Ra begann er sich für den Free Jazz zu interessieren. 1968 war er bei einer Aufnahme der Trommelformation Warriors Drum & Bugle Corps zu hören; danach besuchte er das Berklee College of Music in Boston, wo er David S. Ware kennenlernte. Er wirkte dann später auch an dessen Album  Birth of a Being (HatHut Records 1977) mit. 1970/71 bildete er mit Ware und dem Pianisten Cooper-Moore  das Trio Apogee, das häufig im Bostoner Jazz Workshop auftrat. Nach seiner Rückkehr nach New York spielte er in der Cecil Taylor Unit, mit der er 1976 auf Europatournee ging (Dark Unto Themselves). In den 1980er Jahren gründete er eine eigene Formation, in der Matthew Shipp und Rob Brown spielten. Ein erstes Album war Black Queen, bei dem Fred Hopkins als Gast mitwirkte. Daneben wirkte er von 1988 bis 1991 an David S. Wares Einspielungen für Silkheart Records mit.
1993 nahm er mit Rob Brown das Album Tme & Space, Vol.1 (Alphaphoncs) auf und trat mit Charles Gayle in der Knitting Factory auf. 1996 folgte auf CIMP sein Album Red Sprite  & Blue Jets, an dem der Tenorsaxophonist Sabir Mateen und der Bassist Hillard Greene mitwirkten; die Themen des Albums waren eine Reminiszenz an die späten Aufnahmen von John Coltrane um 1965/66, wie sein One Down, One Up. In den 2000er Jahren arbeitete er auch mit Paul Flaherty.

## Diskographische Hinweise
- Marc Edwards: Black Queen  (AIM, 1992)
- Marc Edwards: Time & Space Vol. 1 (Alphaphonics, 1993)
- Marc Edwards: Red Sprites & Blue Jets (CIMP, 1997)
- Paul Flaherty & Marc Edwards: Kaivalya, Vol. 1 (Cadence Jazz Records, 2005)
- Marc Edwards & Mick Barr Duo: The Bowels of Jupiter (Gaffer, 2017)